# شكربلاغ (مقاطعة ديواندرة)
شكربلاغ (بالفارسية: شکربلاغ) هي قرية تقع في قسم قراتورة الريفي (مقاطعة ديواندرة) في إيران. يقدر عدد سكانها بـ 41 نسمة بحسب إحصاء 2016.